# 황규
황규(黄奎)는 《삼국지연의》에 나오는 가공 인물이며, 황완(黄琬)의 아들로 등장한다.

## 《삼국지연의》에서의 황규
부친 황완(黄琬)의 집안은 대대로 나라에 충성한 집안으로 알려져있다.
211년, 서량 태수 마등(馬騰)이 5천 명의 군사를 이끌고 허도(許都) 성 밖 20리쯤에 진을 치자 군사를 이끌고 마등을 찾아갔다. 그곳에서 마등과 함께 조조(曺操)를 없앨 음모를 꾸몄으나 그날 밤 술에 취해 부친 황완(黄琬)의 애첩 이춘향(李春香)에게 흘려버리고 처남 묘택(妙宅)이 이춘향과의 정에 어두어 조조에게 사실을 알리면서 일이 발각된다.
다음 날 조조가 마등과 황규를 성으로 불러들이자, 마등과 함께 군사를 이끌고 성을 공격한다. 그러나 하후연(夏侯淵), 하후돈(夏侯惇), 서황(徐晃) 등이 매복하고 있었기 때문에 패하여 마등, 마휴(馬休)와 함께 붙잡혀 참수되었다. 후에 조조는 매부를 죽인 죄로 묘택과 이춘향도 처형했다.